# Rios de Sena
Rios de Sena fou una capitania de la colònia portuguesa de Moçambic sorgida el 1752 a la vall del riu Zambeze o Zambesi com una de les tres capitanies de la colònia de Moçambic (amb Ilha de Moçambique i Sofala). Fou coneguda també com a Zambeze. La capital fou Rios de Sena i després Tete.
Galvão da Silva va viatjar per la regió el 1787 i 1788 per arranjar el pagament d'impostos pels indígenes que reconeixien la sobirania portuguesa, principalment a la regió de Tete. Va explorar la regió de Tete-Cabrabaca Maxinga-Chicorongo, recollint minerals i mostres botàniques. El governador Francisco José de Lacerda e Almeida (nomenat el 1797), es va destacar com explorador (1798). El 1820 hi consten unes cinquanta unitats tribals independents. El juliol de 1821 hi van emigrar alguns grups procedents del sud entre ells els gaza nguni dirigits per Sotshanange.
El 1829 li fou incorporada la capitania de Quelimane, però en fou separada el 1853. El 1858 les dues capitanies foren unides altre cop per decret reial per formar el districte de Zambèzia.